# Saint Ange
Saint Ange è un film del 2004, scritto e diretto da Pascal Laugier, con protagonista Virginie Ledoyen. È uscito nelle sale italiane il 12 agosto 2005.

## Trama
1958. La giovane Anna Jurin è appena stata assunta come addetta alle pulizie a Saint Ange, un ex orfanotrofio fatiscente sulle Alpi francesi e, con lei, ci sono solo la direttrice Madame Francard, la cuoca Illinca e Judith, un'orfana ormai cresciuta con disturbi mentali.
Anna ha un segreto: è rimasta incinta in seguito agli abusi subiti nel precedente lavoro. Ben presto la ragazza fa amicizia con Judith e, messa in guardia sull’esistenza di "bambini che fanno paura", inizia a udire voci e piccoli passi all'interno dell'istituto. Inoltre, su suggerimento di Anna, Judith smette di assumere farmaci e inizia a ricordare alcune cose sull'orfanotrofio che sembrava aver dimenticato. Sebbene Illinca e poi anche Judith cerchino di fermarla, guidata dalla sua curiosità Anna inizia ad esplorare l'istituto e si imbatte in un'ala segreta dell'orfanotrofio in cui sono stati imprigionati gli orfani della Seconda guerra mondiale perché troppi da aiutare. È qui che la ragazza entra in travaglio e partorisce proprio davanti ai fantasmi dei bambini. Anna muore di parto insieme al suo bambino e verrà trovata dalla direttrice e dall'idraulico Daniel.
Nei giorni successivi Judith, che ha solo finto di prendere le sue pillole, lascia per sempre Saint Ange con la direttrice ed Illinca ma, prima di andare via, vede per un'ultima volta il fantasma di Anna, di suo figlio e dei bambini.